# Romina
Romina je žensko osebno ime.

## Izvor imena
Ime Romina je različica ženskega osebnega imena Romana.

## Pogostost imena
Po podatkih Statističnega urada Republike Slovenije je bilo na dan 31. decembra 2007 v Sloveniji število ženskih oseb z imenom Romina: 168.

## Osebni praznik
Osebe z imenom Romina lahko praznujejo god takrat kot osebe z imenom Romana.